# Palaeomolis albovittata
Palaeomolis albovittata är en fjärilsart som beskrevs av Rothschild 1910. Palaeomolis albovittata ingår i släktet Palaeomolis och familjen björnspinnare. Inga underarter finns listade i Catalogue of Life.